# Astrid Deixler-Hübner
Astrid Deixler-Hübner, geborene Deixler, (* 1958 in Linz) ist eine österreichische Juristin und Hochschullehrerin an der Universität Linz.

## Leben
Deixler-Hübner wuchs in Linz als Tochter eines Juristen und einer Gymnasiallehrerin auf. Sie maturierte am Gymnasium der Kreuzschwestern Linz und studierte Jus in Linz und Wien. Anschließend war sie Universitätsassistentin an der Universität Linz, wo sie sich 1992 habilitierte. Von 2013 bis 2023 war sie (als außerordentliche Universitätsprofessorin) Vorständin des Instituts für Europäisches und Österreichisches Zivilverfahrensrecht.
Deixler-Hübner ist Autorin von Lehrbüchern und Fachpublikationen zum Familien- und Zivilprozessrecht. Außerdem war sie Gastvortragende an den Universitäten Wien, Berlin und Istanbul. Sie ist Mitbegründerin und Vorsitzende der Österreichischen Gesellschaft für Familien- und Vermögensrecht.

## Arbeits- und Forschungsschwerpunkte
Deixler-Hübners Forschungsschwerpunkte liegen im Zivilverfahrens- und Familienrecht. Zudem engagiert sie sich als Referentin in der ARS Akademie und ist Mitherausgeberin der iFamZ, der Interdisziplinären Zeitschrift für Familienrecht. Deixler-Hübner ist außerdem Herausgeberin des (gemeinsam mit Alfred Burgstaller begründeten) größten österreichischen Kommentars zum Exekutionsrecht.

## Veröffentlichungen (Auswahl)
- 1989 Deixler-Hübner A.: Das Heimfallsrecht an Nachlässen - insb. die verfahrensrechtliche Stellung der Republik Österreich in der Verlassenschaftsabhandlung, BeitrZPR III, 1: Beiträge zum Zivilprozessrecht III
- 1989 Deixler-Hübner A.: Zur Prüfung der Kostendeckung beim Konkursantrag des Schuldners (§ 69/1 KO), in BeitrZPR III, 25.: Beiträge zum Zivilprozessrecht III[9]
- Handbuch Verbraucherrecht, 2015, ISBN 978-3-7007-6182-2.
- Kommentar zur EU-Erbrechtsverordnung, 2015; ISBN 978-3-214-07515-6.
- Kinder- und Jugendrecht, 2016; ISBN 978-3-7007-6493-9.
- Exekutionsordnung Kommentar - Band I, 2022; ISBN 978-3-7007-8293-3.
- Außerstreitverfahrensrecht, 2022; ISBN 978-3-7007-8318-3.
- Zivilverfahren: Erkenntnisverfahren und Grundzüge des Exekutions- und Insolvenzrechts, 2023; ISBN 978-3-7007-8327-5.
- Scheidung, Ehe und Lebensgemeinschaft: Rechtliche Folgen der Ehescheidung und Auflösung einer Lebensgemeinschaft, 2023; ISBN 978-3-7007-8444-9.
- Musterakt Zivilverfahren: Alle Verfahrensschritte im Zivilprozess | Kommentierter Musterakt | Tipps aus der und für die Praxis, 2023; ISBN 978-3-7007-8235-3.
- EheG | Ehegesetz (Kommentar), 2023; ISBN 978-3-7073-4699-2.
- Familienrecht (Skriptum), 2024; ISBN 978-3-7007-9074-7.
- PAKET ZGV - Lehrbuch Zivilverfahren & Kodex ZGV, 2024; ISBN 978-3-7007-9086-0.